# NBA Playoffs 1977
Gli NBA Playoffs 1977 si conclusero con la vittoria dei Portland Trail Blazers (campioni della Western conference) che sconfissero i campioni della Eastern Conference, i Philadelphia 76ers. Da questa edizione, la partecipazione venne estesa a 12 squadre.

## Squadre qualificate

### Eastern Conference
1. Philadelphia 76ers
2. Houston Rockets
3. Washington Bullets
4. Boston Celtics
5. San Antonio Spurs
6. Cleveland Cavaliers

### Western Conference
1. L.A. Lakers
2. Denver Nuggets
3. Portland T. Blazers
4. G.S. Warriors
5. Detroit Pistons
6. Chicago Bulls

## Tabellone
|  | Primo turno        | Primo turno         | Primo turno          |                   |                     | Semifinali di Conference | Semifinali di Conference | Semifinali di Conference |  |   | Finali di Conference | Finali di Conference | Finali di Conference |   |  | NBA Finali NBA | NBA Finali NBA | NBA Finali NBA |
|  |                    |                     |                      |                   |                     |                          |                          |                          |  |   |                      |                      |                      |   |  |                |                |                |
|  |                    |                     |                      |                   |                     |                          |                          |                          |  |   |                      |                      |                      |   |  |                |                |                |
|  |                    | 1                   | L.A. Lakers *        | 4                 |                     |                          |                          |                          |  |   |                      |                      |                      |   |  |                |                |                |
|  |                    |                     |                      | 4                 |                     |                          |                          |                          |  |   |                      |                      |                      |   |  |                |                |                |
|  |                    |                     | 4                    | G.S. Warriors     | 3                   |                          |                          |                          |  |   |                      |                      |                      |   |  |                |                |                |
|  | 4                  | G.S. Warriors       | 4                    | G.S. Warriors     | 3                   | 2                        |                          |                          |  |   |                      |                      |                      |   |  |                |                |                |
|  | 4                  | G.S. Warriors       |                      |                   |                     | 2                        |                          |                          |  |   |                      |                      |                      |   |  |                |                |                |
|  | 5                  | Detroit Pistons     | 1                    |                   |                     |                          |                          |                          |  |   |                      |                      |                      |   |  |                |                |                |
|  | 5                  | Detroit Pistons     | 1                    |                   |                     |                          |                          |                          |  | 1 | L.A. Lakers *        | 0                    |                      |   |  |                |                |                |
|  | Western Conference |                     |                      |                   |                     |                          |                          |                          |  | 1 | L.A. Lakers *        | 0                    |                      |   |  |                |                |                |
|  |                    | 3                   | Portland T. Blazers  | 4                 |                     |                          |                          |                          |  |   |                      |                      |                      |   |  |                |                |                |
|  | 3                  | 3                   | Portland T. Blazers  | 4                 | Portland T. Blazers | 2                        |                          |                          |  |   |                      |                      |                      |   |  |                |                |                |
|  | 3                  |                     |                      |                   | Portland T. Blazers | 2                        |                          |                          |  |   |                      |                      |                      |   |  |                |                |                |
|  | 6                  | Chicago Bulls       | 1                    |                   |                     |                          |                          |                          |  |   |                      |                      |                      |   |  |                |                |                |
|  | 6                  | Chicago Bulls       | 1                    |                   | 3                   | Portland T. Blazers      | 4                        |                          |  |   |                      |                      |                      |   |  |                |                |                |
|  |                    |                     |                      |                   | 3                   | Portland T. Blazers      | 4                        |                          |  |   |                      |                      |                      |   |  |                |                |                |
|  |                    |                     | 2                    | Denver Nuggets *  | 2                   |                          |                          |                          |  |   |                      |                      |                      |   |  |                |                |                |
|  |                    |                     | 2                    | Denver Nuggets *  | 2                   |                          |                          |                          |  |   |                      |                      |                      |   |  |                |                |                |
|  |                    |                     |                      |                   |                     |                          |                          |                          |  |   |                      |                      |                      |   |  |                |                |                |
|  |                    |                     |                      |                   |                     |                          |                          |                          |  |   |                      |                      |                      |   |  |                |                |                |
|  |                    |                     |                      |                   |                     |                          |                          |                          |  |   |                      | W3                   | Portland T. Blazers  | 4 |  |                |                |                |
|  |                    |                     |                      |                   |                     |                          |                          |                          |  |   |                      |                      |                      |   |  |                |                |                |
|  |                    | E1                  | Philadelphia 76ers * | 2                 |                     |                          |                          |                          |  |   |                      |                      |                      |   |  |                |                |                |
|  |                    | E1                  | Philadelphia 76ers * | 2                 |                     |                          |                          |                          |  |   |                      |                      |                      |   |  |                |                |                |
|  |                    |                     |                      |                   |                     |                          |                          |                          |  |   |                      |                      |                      |   |  |                |                |                |
|  |                    |                     |                      |                   |                     |                          |                          |                          |  |   |                      |                      |                      |   |  |                |                |                |
|  |                    | 1                   | Philadelphia 76ers * | 4                 |                     |                          |                          |                          |  |   |                      |                      |                      |   |  |                |                |                |
|  |                    |                     |                      | 4                 |                     |                          |                          |                          |  |   |                      |                      |                      |   |  |                |                |                |
|  |                    |                     | 4                    | Boston Celtics    | 3                   |                          |                          |                          |  |   |                      |                      |                      |   |  |                |                |                |
|  | 4                  | Boston Celtics      | 4                    | Boston Celtics    | 3                   | 2                        |                          |                          |  |   |                      |                      |                      |   |  |                |                |                |
|  | 4                  | Boston Celtics      |                      |                   |                     | 2                        |                          |                          |  |   |                      |                      |                      |   |  |                |                |                |
|  | 5                  | San Antonio Spurs   | 0                    |                   |                     |                          |                          |                          |  |   |                      |                      |                      |   |  |                |                |                |
|  | 5                  | San Antonio Spurs   | 0                    |                   |                     |                          |                          |                          |  | 1 | Philadelphia 76ers * | 4                    |                      |   |  |                |                |                |
|  | Eastern Conference |                     |                      |                   |                     |                          |                          |                          |  | 1 | Philadelphia 76ers * | 4                    |                      |   |  |                |                |                |
|  |                    | 2                   | Houston Rockets *    | 2                 |                     |                          |                          |                          |  |   |                      |                      |                      |   |  |                |                |                |
|  | 3                  | 2                   | Houston Rockets *    | 2                 | Washington Bullets  | 2                        |                          |                          |  |   |                      |                      |                      |   |  |                |                |                |
|  | 3                  |                     |                      |                   | Washington Bullets  | 2                        |                          |                          |  |   |                      |                      |                      |   |  |                |                |                |
|  | 6                  | Cleveland Cavaliers | 1                    |                   |                     |                          |                          |                          |  |   |                      |                      |                      |   |  |                |                |                |
|  | 6                  | Cleveland Cavaliers | 1                    |                   | 3                   | Washington Bullets       | 2                        |                          |  |   |                      |                      |                      |   |  |                |                |                |
|  |                    |                     |                      |                   | 3                   | Washington Bullets       | 2                        |                          |  |   |                      |                      |                      |   |  |                |                |                |
|  |                    |                     | 2                    | Houston Rockets * | 4                   |                          |                          |                          |  |   |                      |                      |                      |   |  |                |                |                |
|  |                    |                     | 2                    | Houston Rockets * | 4                   |                          |                          |                          |  |   |                      |                      |                      |   |  |                |                |                |
|  |                    |                     |                      |                   |                     |                          |                          |                          |  |   |                      |                      |                      |   |  |                |                |                |

Legenda
- * Vincitore Division
- "Grassetto" Vincitore serie
- "Corsivo" Squadra con fattore campo

## Eastern Conference

### Primo turno

#### (3) Washington Bullets - (6) Cleveland Cavaliers
RISULTATO FINALE: 2-1
| Landover 13 aprile 1977 Gara 1                                                                         | Washington Bullets | 109 – 100 (23-20, 30-19, 31-20, 25-41) referto | Cleveland Cavaliers | Capital Centre (11.240 spett.) |
| P. Chenier 38 Punti F. Walker 20 T. Henderson 11 Assist G. Brokaw 5 W. Unseld 16 Rimbalzi J. Brewer 12 |                    |                                                |                     |                                |
| |                    |                                                |                     |                                |
| P. Chenier 38                                                                                          | Punti              | F. Walker 20                                   |                     |                                |
| T. Henderson 11                                                                                        | Assist             | G. Brokaw 5                                    |                     |                                |
| W. Unseld 16                                                                                           | Rimbalzi           | J. Brewer 12                                   |                     |                                |

| Cleveland 15 aprile 1977 Gara 2                                                                    | Cleveland Cavaliers | 91 – 83 (21-14, 18-23, 27-23, 25-23) referto | Washington Bullets | Richfield Coliseum (19.545 spett.) |
| C. Russell 22 Punti P. Chenier 24 F. Walker 6 Assist W. Unseld 5 J. Chones 12 Rimbalzi E. Hayes 23 |                     |                                              |                    |                                    |
| |                     |                                              |                    |                                    |
| C. Russell 22                                                                                      | Punti               | P. Chenier 24                                |                    |                                    |
| F. Walker 6                                                                                        | Assist              | W. Unseld 5                                  |                    |                                    |
| J. Chones 12                                                                                       | Rimbalzi            | E. Hayes 23                                  |                    |                                    |

| Landover 17 aprile 1977 Gara 3                                                                         | Washington Bullets | 104 – 98 (29-21, 27-26, 30-30, 18-21) referto | Cleveland Cavaliers | Capital Centre (10.488 spett.) |
| T. Henderson 31 Punti E. Smith 20 T. Henderson 6 Assist F. Walker 11 E. Hayes 15 Rimbalzi J. Brewer 13 |                    |                                               |                     |                                |
| |                    |                                               |                     |                                |
| T. Henderson 31                                                                                        | Punti              | E. Smith 20                                   |                     |                                |
| T. Henderson 6                                                                                         | Assist             | F. Walker 11                                  |                     |                                |
| E. Hayes 15                                                                                            | Rimbalzi           | J. Brewer 13                                  |                     |                                |

PRECEDENTI IN REGULAR SEASON
| Regular Season 1976-77 | Washington Bullets | 3 – 1                                                                                                | Cleveland Cavaliers | Referto 1 - Referto 2 - Referto 3 - Referto 4 |
| Washington Bullets 117 Cleveland Cavaliers 114 Washington Bullets 95 Cleveland Cavaliers 113 Punti 99 Cleveland Cavaliers 107 Washington Bullets 90 Cleveland Cavaliers 119 Washington Bullets (1 t.s.) |                    | |                     |                                               |
| |                    | |                     |                                               |
| Washington Bullets 117 Cleveland Cavaliers 114 Washington Bullets 95 Cleveland Cavaliers 113 | Punti              | 99 Cleveland Cavaliers 107 Washington Bullets 90 Cleveland Cavaliers 119 Washington Bullets (1 t.s.) |                     |                                               |

PRECEDENTI NEI PLAYOFF
|  | Washington Bullets | 0 – 1 | Cleveland Cavaliers (1976) |  |

#### (4) Boston Celtics - (5) San Antonio Spurs
RISULTATO FINALE: 2-0
| Boston 12 aprile 1977 Gara 1                                                                                   | Boston Celtics | 104 – 94 (26-26, 23-17, 24-26, 31-25) referto | San Antonio Spurs | Boston Garden (13.505 spett.) |
| J.J. White 24 Punti G. Gervin , L. Kenon 20 D. Cowens 7 Assist L. Dampier 5 D. Cowens 13 Rimbalzi B. Paultz 10 |                |                                               |                   |                               |
| |                |                                               |                   |                               |
| J.J. White 24                                                                                                  | Punti          | G. Gervin, L. Kenon 20                        |                   |                               |
| D. Cowens 7 | Assist         | L. Dampier 5                                  |                   |                               |
| D. Cowens 13                                                                                                   | Rimbalzi       | B. Paultz 10                                  |                   |                               |

| San Antonio 15 aprile 1977 Gara 2                                                                                                 | San Antonio Spurs | 109 – 113 (24-25, 26-33, 31-32, 28-23) referto | Boston Celtics | HemisFair Arena (12.067 spett.) |
| G. Gervin 30 Punti J.J. White 38 M. Gale 7 Assist D. Cowens , J. Havlicek 9 L. Kenon , B. Paultz , M. Gale 7 Rimbalzi S. Wicks 12 |                   |                                                |                |                                 |
| |                   |                                                |                |                                 |
| G. Gervin 30 | Punti             | J.J. White 38                                  |                |                                 |
| M. Gale 7 | Assist            | D. Cowens, J. Havlicek 9                       |                |                                 |
| L. Kenon, B. Paultz, M. Gale 7 | Rimbalzi          | S. Wicks 12                                    |                |                                 |

PRECEDENTI IN REGULAR SEASON
| Regular Season 1976-77 | Boston Celtics | 4 – 0                                                                            | San Antonio Spurs | Referto 1 - Referto 2 - Referto 3 - Referto 4 |
| San Antonio Spurs 117 Boston Celtics 103 San Antonio Spurs 104 Boston Celtics 120 Punti 126 Boston Celtics 90 San Antonio Spurs 108 Boston Celtics 105 San Antonio Spurs |                |                                                                                  |                   |                                               |
| |                |                                                                                  |                   |                                               |
| San Antonio Spurs 117 Boston Celtics 103 San Antonio Spurs 104 Boston Celtics 120                                                                                        | Punti          | 126 Boston Celtics 90 San Antonio Spurs 108 Boston Celtics 105 San Antonio Spurs |                   |                                               |

PRECEDENTI NEI PLAYOFF

Si è trattata della prima sfida tra le due squadre ai playoff.

### Semifinali

#### (1) Philadelphia 76ers - (4) Boston Celtics
RISULTATO FINALE: 4-3
| Filadelfia 17 aprile 1977 Gara 1                                                                            | Philadelphia 76ers | 111 – 113 (31-22, 36-37, 27-27, 17-27) referto | Boston Celtics | Spectrum (13.821 spett.) |
| J. Erving 36 Punti C. Scott 22 D. Collins , J. Erving 5 Assist C. Scott 8 C. Jones 11 Rimbalzi D. Cowens 15 |                    |                                                |                |                          |
| |                    |                                                |                |                          |
| J. Erving 36                                                                                                | Punti              | C. Scott 22                                    |                |                          |
| D. Collins, J. Erving 5                                                                                     | Assist             | C. Scott 8                                     |                |                          |
| C. Jones 11                                                                                                 | Rimbalzi           | D. Cowens 15                                   |                |                          |

| Filadelfia 20 aprile 1977 Gara 2                                                                        | Philadelphia 76ers | 113 – 101 (34-22, 23-23, 27-30, 29-26) referto | Boston Celtics | Spectrum (18.276 spett.) |
| J. Erving 30 Punti J. Havlicek 31 D. Collins 7 Assist J.J. White 7 G. McGinnis 13 Rimbalzi D. Cowens 15 |                    |                                                |                |                          |
| |                    |                                                |                |                          |
| J. Erving 30                                                                                            | Punti              | J. Havlicek 31                                 |                |                          |
| D. Collins 7                                                                                            | Assist             | J.J. White 7                                   |                |                          |
| G. McGinnis 13                                                                                          | Rimbalzi           | D. Cowens 15                                   |                |                          |

| Boston 22 aprile 1977 Gara 3                                                                                                  | Boston Celtics | 100 – 109 (25-34, 20-22, 28-24, 27-29) referto | Philadelphia 76ers | Boston Garden (15.040 spett.) |
| J. Havlicek 25 Punti J. Erving 27 J.J. White 7 Assist G. McGinnis 5 D. Cowens , S. Wicks 8 Rimbalzi C. Jones , G. McGinnis 15 |                |                                                |                    |                               |
| |                |                                                |                    |                               |
| J. Havlicek 25 | Punti          | J. Erving 27                                   |                    |                               |
| J.J. White 7 | Assist         | G. McGinnis 5                                  |                    |                               |
| D. Cowens, S. Wicks 8 | Rimbalzi       | C. Jones, G. McGinnis 15                       |                    |                               |

| Boston 24 aprile 1977 Gara 4                                                                            | Boston Celtics | 124 – 119 (37-30, 28-21, 29-29, 30-39) referto | Philadelphia 76ers | Boston Garden (15.040 spett.) |
| D. Cowens 37 Punti D. Collins 36 J. Havlicek 15 Assist D. Collins 5 D. Cowens 21 Rimbalzi G. McGinnis 9 |                |                                                |                    |                               |
| |                |                                                |                    |                               |
| D. Cowens 37                                                                                            | Punti          | D. Collins 36                                  |                    |                               |
| J. Havlicek 15                                                                                          | Assist         | D. Collins 5                                   |                    |                               |
| D. Cowens 21                                                                                            | Rimbalzi       | G. McGinnis 9                                  |                    |                               |

| Filadelfia 27 aprile 1977 Gara 5                                                                               | Philadelphia 76ers | 110 – 91 (30-20, 32-24, 24-26, 24-21) referto | Boston Celtics | Spectrum (18.276 spett.) |
| D. Collins 23 Punti C. Scott 20 D. Collins 6 Assist J.J. White 7 C. Jones , G. McGinnis 11 Rimbalzi C. Rowe 16 |                    |                                               |                |                          |
| |                    |                                               |                |                          |
| D. Collins 23                                                                                                  | Punti              | C. Scott 20                                   |                |                          |
| D. Collins 6                                                                                                   | Assist             | J.J. White 7                                  |                |                          |
| C. Jones, G. McGinnis 11                                                                                       | Rimbalzi           | C. Rowe 16                                    |                |                          |

| Boston 29 aprile 1977 Gara 6                                                                              | Boston Celtics | 113 – 108 (27-23, 30-25, 30-35, 26-25) referto | Philadelphia 76ers | Boston Garden (15.040 spett.) |
| J.J. White 40 Punti D. Collins 32 J. Havlicek 6 Assist G. McGinnis 5 D. Cowens 19 Rimbalzi G. McGinnis 14 |                |                                                |                    |                               |
| |                |                                                |                    |                               |
| J.J. White 40                                                                                             | Punti          | D. Collins 32                                  |                    |                               |
| J. Havlicek 6                                                                                             | Assist         | G. McGinnis 5                                  |                    |                               |
| D. Cowens 19                                                                                              | Rimbalzi       | G. McGinnis 14                                 |                    |                               |

| Filadelfia 1 maggio 1977 Gara 7                                                                                 | Philadelphia 76ers | 83 – 77 (24-19, 26-26, 21-18, 12-14) referto | Boston Celtics | Spectrum (18.276 spett.) |
| W. B. Free 27 Punti J.J. White 17 G. McGinnis , S. Mix 4 Assist C. Scott 6 G. McGinnis 12 Rimbalzi D. Cowens 27 |                    |                                              |                |                          |
| |                    |                                              |                |                          |
| W. B. Free 27                                                                                                   | Punti              | J.J. White 17                                |                |                          |
| G. McGinnis, S. Mix 4                                                                                           | Assist             | C. Scott 6                                   |                |                          |
| G. McGinnis 12                                                                                                  | Rimbalzi           | D. Cowens 27                                 |                |                          |

PRECEDENTI IN REGULAR SEASON
| Regular Season 1976-77 | Philadelphia 76ers | 3 – 1                                                                            | Boston Celtics | Referto 1 - Referto 2 - Referto 3 - Referto 4 |
| Philadelphia 76ers 116 Philadelphia 76ers 109 Boston Celtics 83 Boston Celtics 96 Punti 102 Boston Celtics 94 Boston Celtics 91 Philadelphia 76ers 90 Philadelphia 76ers |                    |                                                                                  |                |                                               |
| |                    |                                                                                  |                |                                               |
| Philadelphia 76ers 116 Philadelphia 76ers 109 Boston Celtics 83 Boston Celtics 96                                                                                        | Punti              | 102 Boston Celtics 94 Boston Celtics 91 Philadelphia 76ers 90 Philadelphia 76ers |                |                                               |

PRECEDENTI NEI PLAYOFF
|  | Philadelphia 76ers (1954, 1954, 1955, 1956, 1967) | 5 – 8 | Boston Celtics (1953, 1957, 1959, 1961, 1965, 1966, 1968, 1969) |  |

#### (2) Houston Rockets - (3) Washington Bullets
RISULTATO FINALE: 4-2
| Houston 19 aprile 1977 Gara 1                                                                         | Houston Rockets | 101 – 111 (26-13, 20-33, 31-37, 24-28) referto | Washington Bullets | The Summit (15.458 spett.) |
| M. Newlin 24 Punti M. Kupchak 32 J. Lucas 7 Assist T. Henderson 8 M. Malone 10 Rimbalzi M. Kupchak 16 |                 |                                                |                    |                            |
| |                 |                                                |                    |                            |
| M. Newlin 24                                                                                          | Punti           | M. Kupchak 32                                  |                    |                            |
| J. Lucas 7                                                                                            | Assist          | T. Henderson 8                                 |                    |                            |
| M. Malone 10                                                                                          | Rimbalzi        | M. Kupchak 16                                  |                    |                            |

| Houston 21 aprile 1977 Gara 2                                                                        | Houston Rockets | 124 – 118 (d.1t.s.) (24-25, 26-28, 32-26, 26-29) (16-10) referto | Washington Bullets | The Summit (15.676 spett.) |
| M. Malone 31 Punti P. Chenier 37 M. Newlin 9 Assist T. Henderson 8 M. Malone 26 Rimbalzi E. Hayes 15 |                 |                                                                  |                    |                            |
| |                 |                                                                  |                    |                            |
| M. Malone 31                                                                                         | Punti           | P. Chenier 37                                                    |                    |                            |
| M. Newlin 9                                                                                          | Assist          | T. Henderson 8                                                   |                    |                            |
| M. Malone 26                                                                                         | Rimbalzi        | E. Hayes 15                                                      |                    |                            |

| Landover 24 aprile 1977 Gara 3                                                                                             | Washington Bullets | 93 – 90 (26-24, 21-26, 24-24, 22-16) referto | Houston Rockets | Capital Centre (16.842 spett.) |
| M. Kupchak 23 Punti M. Malone , J. Lucas 18 T. Henderson 6 Assist J. Lucas 8 E. Hayes , W. Unseld 12 Rimbalzi M. Malone 15 |                    |                                              |                 |                                |
| |                    |                                              |                 |                                |
| M. Kupchak 23 | Punti              | M. Malone, J. Lucas 18                       |                 |                                |
| T. Henderson 6 | Assist             | J. Lucas 8                                   |                 |                                |
| E. Hayes, W. Unseld 12 | Rimbalzi           | M. Malone 15                                 |                 |                                |

| Landover 26 aprile 1977 Gara 4                                                                              | Washington Bullets | 103 – 107 (24-25, 31-31, 26-27, 22-24) referto | Houston Rockets | Capital Centre (19.035 spett.) |
| P. Chenier 29 Punti R. Tomjanovich 28 T. Henderson 12 Assist M. Newlin 7 W. Unseld 15 Rimbalzi M. Malone 13 |                    |                                                |                 |                                |
| |                    |                                                |                 |                                |
| P. Chenier 29                                                                                               | Punti              | R. Tomjanovich 28                              |                 |                                |
| T. Henderson 12                                                                                             | Assist             | M. Newlin 7                                    |                 |                                |
| W. Unseld 15                                                                                                | Rimbalzi           | M. Malone 13                                   |                 |                                |

| Houston 29 aprile 1977 Gara 5                                                                   | Houston Rockets | 123 – 115 (28-24, 24-31, 40-26, 31-34) referto | Washington Bullets | The Summit (15.676 spett.) |
| C. Murphy 40 Punti E. Hayes 30 M. Newlin 6 Assist W. Unseld 6 M. Malone 22 Rimbalzi E. Hayes 13 |                 |                                                |                    |                            |
|                                                                                                 |                 |                                                |                    |                            |
| C. Murphy 40                                                                                    | Punti           | E. Hayes 30                                    |                    |                            |
| M. Newlin 6                                                                                     | Assist          | W. Unseld 6                                    |                    |                            |
| M. Malone 22                                                                                    | Rimbalzi        | E. Hayes 13                                    |                    |                            |

| Landover 1 maggio 1977 Gara 6                                                                              | Washington Bullets | 103 – 108 (35-28, 23-22, 19-26, 26-32) referto | Houston Rockets | Capital Centre (12.393 spett.) |
| P. Chenier 21 Punti R. Tomjanovich 26 T. Henderson 7 Assist C. Murphy 9 W. Unseld 16 Rimbalzi M. Malone 14 |                    |                                                |                 |                                |
| |                    |                                                |                 |                                |
| P. Chenier 21                                                                                              | Punti              | R. Tomjanovich 26                              |                 |                                |
| T. Henderson 7                                                                                             | Assist             | C. Murphy 9                                    |                 |                                |
| W. Unseld 16                                                                                               | Rimbalzi           | M. Malone 14                                   |                 |                                |

PRECEDENTI IN REGULAR SEASON
| Regular Season 1976-77 | Houston Rockets | 3 – 1                                                                             | Washington Bullets | Referto 1 - Referto 2 - Referto 3 - Referto 4 |
| Houston Rockets 105 Houston Rockets 111 Washington Bullets 104 Washington Bullets 85 Punti 92 Washington Bullets 90 Washington Bullets 89 Houston Rockets 91 Houston Rockets |                 |                                                                                   |                    |                                               |
| |                 |                                                                                   |                    |                                               |
| Houston Rockets 105 Houston Rockets 111 Washington Bullets 104 Washington Bullets 85                                                                                         | Punti           | 92 Washington Bullets 90 Washington Bullets 89 Houston Rockets 91 Houston Rockets |                    |                                               |

PRECEDENTI NEI PLAYOFF

Si è trattata della prima sfida tra le due squadre ai playoff.

### Finale

#### (1) Philadelphia 76ers - (2) Houston Rockets
RISULTATO FINALE: 4-2
| Filadelfia 5 maggio 1977 Gara 1                                                                       | Philadelphia 76ers | 128 – 117 (35-30, 29-27, 36-26, 28-34) referto | Houston Rockets | Spectrum (17.507 spett.) |
| J. Erving 24 Punti M. Malone 32 D. Collins 8 Assist C. Murphy 13 G. McGinnis 13 Rimbalzi M. Malone 12 |                    |                                                |                 |                          |
| |                    |                                                |                 |                          |
| J. Erving 24                                                                                          | Punti              | M. Malone 32                                   |                 |                          |
| D. Collins 8                                                                                          | Assist             | C. Murphy 13                                   |                 |                          |
| G. McGinnis 13                                                                                        | Rimbalzi           | M. Malone 12                                   |                 |                          |

| Filadelfia 8 maggio 1977 Gara 2                                                                        | Philadelphia 76ers | 106 – 97 (29-24, 28-21, 23-32, 26-20) referto | Houston Rockets | Spectrum (14.855 spett.) |
| G. McGinnis 21 Punti C. Murphy 32 J. Erving 10 Assist M. Newlin 11 G. McGinnis 8 Rimbalzi M. Malone 18 |                    |                                               |                 |                          |
| |                    |                                               |                 |                          |
| G. McGinnis 21                                                                                         | Punti              | C. Murphy 32                                  |                 |                          |
| J. Erving 10                                                                                           | Assist             | M. Newlin 11                                  |                 |                          |
| G. McGinnis 8                                                                                          | Rimbalzi           | M. Malone 18                                  |                 |                          |

| Houston 11 maggio 1977 Gara 3                                                                      | Houston Rockets | 118 – 94 (33-20, 26-21, 29-32, 30-21) referto | Philadelphia 76ers | The Summit (15.676 spett.) |
| M. Malone 30 Punti J. Erving 28 J. Lucas 9 Assist D. Collins 7 M. Malone 25 Rimbalzi G. McGinnis 9 |                 |                                               |                    |                            |
| |                 |                                               |                    |                            |
| M. Malone 30                                                                                       | Punti           | J. Erving 28                                  |                    |                            |
| J. Lucas 9                                                                                         | Assist          | D. Collins 7                                  |                    |                            |
| M. Malone 25                                                                                       | Rimbalzi        | G. McGinnis 9                                 |                    |                            |

| Houston 13 maggio 1977 Gara 4                                                                             | Houston Rockets | 95 – 107 (26-22, 25-27, 23-27, 21-31) referto | Philadelphia 76ers | The Summit (15.676 spett.) |
| R. Tomjanovich 24 Punti D. Collins 36 J. Lucas 14 Assist G. McGinnis 9 K. Kunnert 17 Rimbalzi C. Jones 11 |                 |                                               |                    |                            |
| |                 |                                               |                    |                            |
| R. Tomjanovich 24                                                                                         | Punti           | D. Collins 36                                 |                    |                            |
| J. Lucas 14                                                                                               | Assist          | G. McGinnis 9                                 |                    |                            |
| K. Kunnert 17                                                                                             | Rimbalzi        | C. Jones 11                                   |                    |                            |

| Filadelfia 15 maggio 1977 Gara 5                                                                                    | Philadelphia 76ers | 115 – 118 (33-31, 30-28, 27-26, 25-33) referto | Houston Rockets | Spectrum (18.276 spett.) |
| J. Erving 37 Punti J. Lucas , R. Tomjanovich 21 H. Bibby 8 Assist C. Murphy 10 G. McGinnis 14 Rimbalzi M. Malone 19 |                    |                                                |                 |                          |
| |                    |                                                |                 |                          |
| J. Erving 37 | Punti              | J. Lucas, R. Tomjanovich 21                    |                 |                          |
| H. Bibby 8 | Assist             | C. Murphy 10                                   |                 |                          |
| G. McGinnis 14 | Rimbalzi           | M. Malone 19                                   |                 |                          |

| Houston 17 maggio 1977 Gara 6                                                                                    | Houston Rockets | 109 – 112 (34-29, 24-27, 29-35, 22-21) referto | Philadelphia 76ers | The Summit (15.676 spett.) |
| J. Lucas 24 Punti J. Erving 34 C. Murphy , R. Tomjanovich 5 Assist J. Erving 6 M. Malone 16 Rimbalzi J. Erving 9 |                 |                                                |                    |                            |
| |                 |                                                |                    |                            |
| J. Lucas 24 | Punti           | J. Erving 34                                   |                    |                            |
| C. Murphy, R. Tomjanovich 5                                                                                      | Assist          | J. Erving 6                                    |                    |                            |
| M. Malone 16 | Rimbalzi        | J. Erving 9                                    |                    |                            |

PRECEDENTI IN REGULAR SEASON
| Regular Season 1976-77 | Philadelphia 76ers | 3 – 1                                                                               | Houston Rockets | Referto 1 - Referto 2 - Referto 3 - Referto 4 |
| Houston Rockets 94 Houston Rockets 93 Philadelphia 76ers 102 Philadelphia 76ers 124 Punti 116 Philadelphia 76ers 91 Philadelphia 76ers 97 Houston Rockets 104 Houston Rockets |                    |                                                                                     |                 |                                               |
| |                    |                                                                                     |                 |                                               |
| Houston Rockets 94 Houston Rockets 93 Philadelphia 76ers 102 Philadelphia 76ers 124                                                                                           | Punti              | 116 Philadelphia 76ers 91 Philadelphia 76ers 97 Houston Rockets 104 Houston Rockets |                 |                                               |

PRECEDENTI NEI PLAYOFF

Si è trattata della prima sfida tra le due squadre ai playoff.

## Western Conference

### Primo turno

#### (3) Portland Trail Blazers - (6) Chicago Bulls
RISULTATO FINALE: 2-1
| Portland 12 aprile 1977 Gara 1                                                                      | Portland T. Blazers | 96 – 83 (29-19, 23-23, 21-26, 23-15) referto | Chicago Bulls | Memorial Coliseum (12.774 spett.) |
| M. Lucas 29 Punti M. Johnson 19 B. Walton 6 Assist N. Van Lier 8 B. Walton 9 Rimbalzi A. Gilmore 14 |                     |                                              |               |                                   |
| |                     |                                              |               |                                   |
| M. Lucas 29                                                                                         | Punti               | M. Johnson 19                                |               |                                   |
| B. Walton 6                                                                                         | Assist              | N. Van Lier 8                                |               |                                   |
| B. Walton 9                                                                                         | Rimbalzi            | A. Gilmore 14                                |               |                                   |

| Chicago 15 aprile 1977 Gara 2                                                                         | Chicago Bulls | 107 – 104 (24-24, 26-22, 29-31, 28-27) referto | Portland T. Blazers | Chicago Stadium (20.000 spett.) |
| M. Johnson 29 Punti B. Walton 24 N. Van Lier 11 Assist B. Gross 7 M. Johnson 15 Rimbalzi B. Walton 17 |               |                                                |                     |                                 |
| |               |                                                |                     |                                 |
| M. Johnson 29                                                                                         | Punti         | B. Walton 24                                   |                     |                                 |
| N. Van Lier 11                                                                                        | Assist        | B. Gross 7                                     |                     |                                 |
| M. Johnson 15                                                                                         | Rimbalzi      | B. Walton 17                                   |                     |                                 |

| Portland 17 aprile 1977 Gara 3                                                                                      | Portland T. Blazers | 106 – 98 (27-21, 30-25, 23-29, 26-23) referto | Chicago Bulls | Memorial Coliseum (12.520 spett.) |
| B. Gross 26 Punti M. Johnson 34 L. Hollins 9 Assist N. Van Lier 10 B. Walton 11 Rimbalzi A. Gilmore , M. Johnson 14 |                     |                                               |               |                                   |
| |                     |                                               |               |                                   |
| B. Gross 26 | Punti               | M. Johnson 34                                 |               |                                   |
| L. Hollins 9 | Assist              | N. Van Lier 10                                |               |                                   |
| B. Walton 11 | Rimbalzi            | A. Gilmore, M. Johnson 14                     |               |                                   |

PRECEDENTI IN REGULAR SEASON
| Regular Season 1976-77 | Portland T. Blazers | 4 – 0                                                                                  | Chicago Bulls | Referto 1 - Referto 2 - Referto 3 - Referto 4 |
| (1 t.s.) Portland Trail Blazers 117 Chicago Bulls 79 Portland Trail Blazers 89 Chicago Bulls 87 Punti 115 Chicago Bulls 84 Portland Trail Blazers 82 Chicago Bulls 90 Portland Trail Blazers |                     |                                                                                        |               |                                               |
| |                     |                                                                                        |               |                                               |
| (1 t.s.) Portland Trail Blazers 117 Chicago Bulls 79 Portland Trail Blazers 89 Chicago Bulls 87                                                                                              | Punti               | 115 Chicago Bulls 84 Portland Trail Blazers 82 Chicago Bulls 90 Portland Trail Blazers |               |                                               |

PRECEDENTI NEI PLAYOFF

Si è trattata della prima sfida tra le due squadre ai playoff.

#### (4) Golden State Warriors - (5) Detroit Pistons
RISULTATO FINALE: 2-1
| Oakland 12 aprile 1977 Gara 1                                                                | G.S. Warriors | 90 – 95 (29-24, 31-26, 18-23, 12-22) referto | Detroit Pistons | Oakland–Alameda County Coliseum Arena (12.459 spett.) |
| R. Barry 31 Punti B. Lanier 28 R. Barry 6 Assist K. Porter 6 C. Ray 16 Rimbalzi B. Lanier 17 |               |                                              |                 |                                                       |
|                                                                                              |               |                                              |                 |                                                       |
| R. Barry 31                                                                                  | Punti         | B. Lanier 28                                 |                 |                                                       |
| R. Barry 6                                                                                   | Assist        | K. Porter 6                                  |                 |                                                       |
| C. Ray 16                                                                                    | Rimbalzi      | B. Lanier 17                                 |                 |                                                       |

| Detroit 14 aprile 1977 Gara 2                                                                            | Detroit Pistons | 108 – 138 (33-34, 26-29, 25-36, 24-39) referto | G.S. Warriors | Cobo Arena (11.220 spett.) |
| E. Money 31 Punti P. Smith 35 E. Money 7 Assist C. Dudley 14 B. Lanier 18 Rimbalzi R. Parish , C. Ray 12 |                 |                                                |               |                            |
| |                 |                                                |               |                            |
| E. Money 31                                                                                              | Punti           | P. Smith 35                                    |               |                            |
| E. Money 7                                                                                               | Assist          | C. Dudley 14                                   |               |                            |
| B. Lanier 18                                                                                             | Rimbalzi        | R. Parish, C. Ray 12                           |               |                            |

| Oakland 17 aprile 1977 Gara 3                                                                                          | G.S. Warriors | 109 – 101 (25-35, 29-23, 28-18, 27-25) referto | Detroit Pistons | Oakland–Alameda County Coliseum Arena (12.520 spett.) |
| R. Barry 35 Punti B. Lanier 33 R. Barry , C. Dudley 6 Assist E. Money , K. Porter 8 R. Parish 18 Rimbalzi B. Lanier 15 |               |                                                |                 |                                                       |
| |               |                                                |                 |                                                       |
| R. Barry 35 | Punti         | B. Lanier 33                                   |                 |                                                       |
| R. Barry, C. Dudley 6                                                                                                  | Assist        | E. Money, K. Porter 8                          |                 |                                                       |
| R. Parish 18 | Rimbalzi      | B. Lanier 15                                   |                 |                                                       |

PRECEDENTI IN REGULAR SEASON
| Regular Season 1976-77 | G.S. Warriors | 1 – 3                                                                                     | Detroit Pistons | Referto 1 - Referto 2 - Referto 3 - Referto 4 |
| Golden State Warriors 111 Detroit Pistons 136 Golden State Warriors 121 Detroit Pistons 107 Punti 98 Detroit Pistons 116 Golden State Warriors 129 Detroit Pistons 94 Golden State Warriors |               |                                                                                           |                 |                                               |
| |               |                                                                                           |                 |                                               |
| Golden State Warriors 111 Detroit Pistons 136 Golden State Warriors 121 Detroit Pistons 107                                                                                                 | Punti         | 98 Detroit Pistons 116 Golden State Warriors 129 Detroit Pistons 94 Golden State Warriors |                 |                                               |

PRECEDENTI NEI PLAYOFF
|  | G.S. Warriors (1956, 1976) | 2 – 0 | Detroit Pistons |  |

### Semifinali

#### (1) Los Angeles Lakers - (4) Golden State Warriors
RISULTATO FINALE: 4-3
| Inglewood 20 aprile 1977 Gara 1                                                                                 | L.A. Lakers | 115 – 106 (28-26, 26-26, 33-30, 28-24) referto | G.S. Warriors | The Forum (15.928 spett.) |
| K. Abdul-Jabbar 27 Punti R. Barry 40 K. Abdul-Jabbar 7 Assist C. Dudley 8 K. Abdul-Jabbar 16 Rimbalzi C. Ray 13 |             |                                                |               |                           |
| |             |                                                |               |                           |
| K. Abdul-Jabbar 27                                                                                              | Punti       | R. Barry 40                                    |               |                           |
| K. Abdul-Jabbar 7                                                                                               | Assist      | C. Dudley 8                                    |               |                           |
| K. Abdul-Jabbar 16                                                                                              | Rimbalzi    | C. Ray 13                                      |               |                           |

| Inglewood 22 aprile 1977 Gara 2                                                                                           | L.A. Lakers | 95 – 86 (28-19, 14-11, 21-28, 32-28) referto | G.S. Warriors | The Forum (17.505 spett.) |
| K. Abdul-Jabbar 40 Punti J. Wilkes , R. Parish 16 C. Russell 7 Assist R. Barry 6 K. Abdul-Jabbar 19 Rimbalzi R. Parish 11 |             |                                              |               |                           |
| |             |                                              |               |                           |
| K. Abdul-Jabbar 40 | Punti       | J. Wilkes, R. Parish 16                      |               |                           |
| C. Russell 7 | Assist      | R. Barry 6                                   |               |                           |
| K. Abdul-Jabbar 19 | Rimbalzi    | R. Parish 11                                 |               |                           |

| Oakland 24 aprile 1977 Gara 3 | G.S. Warriors | 109 – 105 (17-29, 31-22, 28-27, C33-27) referto | L.A. Lakers | Oakland–Alameda County Coliseum Arena (13.155 spett.) |
| R. Barry 40 Punti K. Abdul-Jabbar 28 C. Dudley 7 Assist K. Abdul-Jabbar , D. Chaney 7 C. Ray 15 Rimbalzi K. Abdul-Jabbar , D. Ford 14 |               |                                                 |             |                                                       |
| |               |                                                 |             |                                                       |
| R. Barry 40 | Punti         | K. Abdul-Jabbar 28                              |             |                                                       |
| C. Dudley 7 | Assist        | K. Abdul-Jabbar, D. Chaney 7                    |             |                                                       |
| C. Ray 15 | Rimbalzi      | K. Abdul-Jabbar, D. Ford 14                     |             |                                                       |

| Oakland 26 aprile 1977 Gara 4                                                                                  | G.S. Warriors | 114 – 103 (27-23, 23-14, 38-33, 26-33) referto | L.A. Lakers | Oakland–Alameda County Coliseum Arena (13.155 spett.) |
| J. Wilkes 27 Punti K. Abdul-Jabbar 41 C. Dudley 10 Assist T. Abernethy 5 C. Ray 15 Rimbalzi K. Abdul-Jabbar 18 |               |                                                |             |                                                       |
| |               |                                                |             |                                                       |
| J. Wilkes 27                                                                                                   | Punti         | K. Abdul-Jabbar 41                             |             |                                                       |
| C. Dudley 10                                                                                                   | Assist        | T. Abernethy 5                                 |             |                                                       |
| C. Ray 15 | Rimbalzi      | K. Abdul-Jabbar 18                             |             |                                                       |

| Inglewood 29 aprile 1977 Gara 5                                                                                          | L.A. Lakers | 112 – 105 (35-24, 29-34, 27-27, 21-20) referto | G.S. Warriors | The Forum (17.505 spett.) |
| K. Abdul-Jabbar 45 Punti R. Barry 28 D. Chaney 6 Assist C. Dudley 6 K. Abdul-Jabbar 18 Rimbalzi R. Parish , J. Wilkes 13 |             |                                                |               |                           |
| |             |                                                |               |                           |
| K. Abdul-Jabbar 45 | Punti       | R. Barry 28                                    |               |                           |
| D. Chaney 6 | Assist      | C. Dudley 6                                    |               |                           |
| K. Abdul-Jabbar 18 | Rimbalzi    | R. Parish, J. Wilkes 13                        |               |                           |

| Oakland 1 maggio 1977 Gara 6                                                                              | G.S. Warriors | 115 – 106 (34-22, 28-30, 26-28, 27-26) referto | L.A. Lakers | Oakland–Alameda County Coliseum Arena (13.155 spett.) |
| R. Barry 27 Punti K. Abdul-Jabbar 43 C. Dudley 10 Assist L. Allen 7 C. Ray 11 Rimbalzi K. Abdul-Jabbar 20 |               |                                                |             |                                                       |
| |               |                                                |             |                                                       |
| R. Barry 27                                                                                               | Punti         | K. Abdul-Jabbar 43                             |             |                                                       |
| C. Dudley 10                                                                                              | Assist        | L. Allen 7                                     |             |                                                       |
| C. Ray 11                                                                                                 | Rimbalzi      | K. Abdul-Jabbar 20                             |             |                                                       |

| Inglewood 4 maggio 1977 Gara 7                                                                           | L.A. Lakers | 97 – 84 (18-29, 30-17, 21-20, 28-18) referto | G.S. Warriors | The Forum (17.505 spett.) |
| K. Abdul-Jabbar 36 Punti J. Wilkes 24 B. Lamar 6 Assist P. Smith 6 K. Abdul-Jabbar 26 Rimbalzi C. Ray 14 |             |                                              |               |                           |
| |             |                                              |               |                           |
| K. Abdul-Jabbar 36                                                                                       | Punti       | J. Wilkes 24                                 |               |                           |
| B. Lamar 6                                                                                               | Assist      | P. Smith 6                                   |               |                           |
| K. Abdul-Jabbar 26                                                                                       | Rimbalzi    | C. Ray 14                                    |               |                           |

PRECEDENTI IN REGULAR SEASON
| Regular Season 1976-77 | L.A. Lakers | 2 – 2                                                                                           | G.S. Warriors | Referto 1 - Referto 2 - Referto 3 - Referto 4 |
| Los Angeles Lakers 121 Golden State Warriors 116 Los Angeles Lakers 98 Golden State Warriors 132 Punti 99 Golden State Warriors 114 Los Angeles Lakers 85 Golden State Warriors 103 Los Angeles Lakers |             |                                                                                                 |               |                                               |
| |             |                                                                                                 |               |                                               |
| Los Angeles Lakers 121 Golden State Warriors 116 Los Angeles Lakers 98 Golden State Warriors 132 | Punti       | 99 Golden State Warriors 114 Los Angeles Lakers 85 Golden State Warriors 103 Los Angeles Lakers |               |                                               |

PRECEDENTI NEI PLAYOFF
|  | L.A. Lakers (1968, 1969, 1973) | 3 – 1 | G.S. Warriors (1967) |  |

#### (2) Denver Nuggets - (3) Portland Trail Blazers
RISULTATO FINALE: 2-4
| Denver 20 aprile 1977 Gara 1                                                                   | Denver Nuggets | 100 – 101 (25-23, 20-27, 26-27, 29-24) referto | Portland T. Blazers | McNichols Sports Arena (17.995 spett.) |
| D. Issel 28 Punti M. Lucas 23 T. McClain 5 Assist B. Walton 6 P. Silas 11 Rimbalzi M. Lucas 13 |                |                                                |                     |                                        |
|                                                                                                |                |                                                |                     |                                        |
| D. Issel 28                                                                                    | Punti          | M. Lucas 23                                    |                     |                                        |
| T. McClain 5                                                                                   | Assist         | B. Walton 6                                    |                     |                                        |
| P. Silas 11                                                                                    | Rimbalzi       | M. Lucas 13                                    |                     |                                        |

| Denver 22 aprile 1977 Gara 2                                                                               | Denver Nuggets | 121 – 110 (24-30, 28-21, 33-30, 36-29) referto | Portland T. Blazers | McNichols Sports Arena (17.975 spett.) |
| D. Issel 36 Punti M. Lucas 29 B. Jones , T. McClain 7 Assist B. Walton 10 P. Silas 9 Rimbalzi B. Walton 16 |                |                                                |                     |                                        |
| |                |                                                |                     |                                        |
| D. Issel 36                                                                                                | Punti          | M. Lucas 29                                    |                     |                                        |
| B. Jones, T. McClain 7                                                                                     | Assist         | B. Walton 10                                   |                     |                                        |
| P. Silas 9                                                                                                 | Rimbalzi       | B. Walton 16                                   |                     |                                        |

| Portland 24 aprile 1977 Gara 3                                                                                            | Portland T. Blazers | 110 – 106 (28-25, 26-23, 27-32, 29-26) referto | Denver Nuggets | Memorial Coliseum (12.736 spett.) |
| B. Walton 26 Punti D. Thompson 40 B. Walton , D. Twardzik 5 Assist B. Jones 5 B. Walton 13 Rimbalzi B. Jones , D. Issel 9 |                     |                                                |                |                                   |
| |                     |                                                |                |                                   |
| B. Walton 26 | Punti               | D. Thompson 40                                 |                |                                   |
| B. Walton, D. Twardzik 5                                                                                                  | Assist              | B. Jones 5                                     |                |                                   |
| B. Walton 13 | Rimbalzi            | B. Jones, D. Issel 9                           |                |                                   |

| Portland 26 aprile 1977 Gara 4                                                                          | Portland T. Blazers | 105 – 96 (32-24, 22-22, 24-30, 27-20) referto | Denver Nuggets | Memorial Coliseum (12.930 spett.) |
| B. Gross 25 Punti M. Calvin 28 B. Gross 6 Assist P. Silas 4 B. Walton 11 Rimbalzi B. Jones , P. Silas 8 |                     |                                               |                |                                   |
| |                     |                                               |                |                                   |
| B. Gross 25                                                                                             | Punti               | M. Calvin 28                                  |                |                                   |
| B. Gross 6                                                                                              | Assist              | P. Silas 4                                    |                |                                   |
| B. Walton 11                                                                                            | Rimbalzi            | B. Jones, P. Silas 8                          |                |                                   |

| Denver 1 maggio 1977 Gara 5                                                                                                | Denver Nuggets | 114 – 105 (d.1t.s.) (27-20, 27-28, 29-29, 18-24) (13-4) referto | Portland T. Blazers | McNichols Sports Arena (17.517 spett.) |
| D. Thompson 31 Punti L. Hollins 19 J. Price 11 Assist B. Gross , L. Hollins 7 D. Issel 18 Rimbalzi B. Gross , B. Walton 14 |                |                                                                 |                     |                                        |
| |                |                                                                 |                     |                                        |
| D. Thompson 31 | Punti          | L. Hollins 19                                                   |                     |                                        |
| J. Price 11 | Assist         | B. Gross, L. Hollins 7                                          |                     |                                        |
| D. Issel 18 | Rimbalzi       | B. Gross, B. Walton 14                                          |                     |                                        |

| Portland 2 maggio 1977 Gara 6                                                                        | Portland T. Blazers | 108 – 92 (33-16, 29-29, 26-19, 20-28) referto | Denver Nuggets | Memorial Coliseum (12.924 spett.) |
| J. Davis 25 Punti D. Thompson 17 B. Walton 9 Assist T. McClain 7 B. Walton 12 Rimbalzi M. Webster 16 |                     |                                               |                |                                   |
| |                     |                                               |                |                                   |
| J. Davis 25                                                                                          | Punti               | D. Thompson 17                                |                |                                   |
| B. Walton 9                                                                                          | Assist              | T. McClain 7                                  |                |                                   |
| B. Walton 12                                                                                         | Rimbalzi            | M. Webster 16                                 |                |                                   |

PRECEDENTI IN REGULAR SEASON
| Regular Season 1976-77 | Denver Nuggets | 2 – 2                                                                                       | Portland T. Blazers | Referto 1 - Referto 2 - Referto 3 - Referto 4 |
| Portland Trail Blazers 127 Denver Nuggets 102 Portland Trail Blazers 111 Denver Nuggets 133 Punti 105 Denver Nuggets 107 Portland Trail Blazers 119 Denver Nuggets 124 Portland Trail Blazers |                |                                                                                             |                     |                                               |
| |                |                                                                                             |                     |                                               |
| Portland Trail Blazers 127 Denver Nuggets 102 Portland Trail Blazers 111 Denver Nuggets 133                                                                                                   | Punti          | 105 Denver Nuggets 107 Portland Trail Blazers 119 Denver Nuggets 124 Portland Trail Blazers |                     |                                               |

PRECEDENTI NEI PLAYOFF

Si è trattata della prima sfida tra le due squadre ai playoff.

### Finale

#### (1) Los Angeles Lakers - (3) Portland Trail Blazers
RISULTATO FINALE: 0-4
| Inglewood 6 maggio 1977 Gara 1 | L.A. Lakers | 109 – 121 (22-33, 21-28, 31-27, 35-33) referto | Portland T. Blazers | The Forum (16.975 spett.) |
| E. Tatum 32 Punti M. Lucas 28 K. Abdul-Jabbar , C. Warner 5 Assist M. Lucas , B. Gross , B. Walton 6 K. Abdul-Jabbar 10 Rimbalzi M. Lucas 15 |             |                                                |                     |                           |
| |             |                                                |                     |                           |
| E. Tatum 32 | Punti       | M. Lucas 28                                    |                     |                           |
| K. Abdul-Jabbar, C. Warner 5 | Assist      | M. Lucas, B. Gross, B. Walton 6                |                     |                           |
| K. Abdul-Jabbar 10 | Rimbalzi    | M. Lucas 15                                    |                     |                           |

| Inglewood 8 maggio 1977 Gara 2 | L.A. Lakers | 97 – 99 (25-26, 26-28, 26-16, 20-29) referto | Portland T. Blazers | The Forum (15.192 spett.) |
| K. Abdul-Jabbar 40 Punti L. Hollins 31 D. Chaney , C. Russell , D. Ford 6 Assist L. Hollins 9 K. Abdul-Jabbar 17 Rimbalzi B. Walton 17 |             |                                              |                     |                           |
| |             |                                              |                     |                           |
| K. Abdul-Jabbar 40 | Punti       | L. Hollins 31                                |                     |                           |
| D. Chaney, C. Russell, D. Ford 6 | Assist      | L. Hollins 9                                 |                     |                           |
| K. Abdul-Jabbar 17 | Rimbalzi    | B. Walton 17                                 |                     |                           |

| Portland 10 maggio 1977 Gara 3                                                                                                 | Portland T. Blazers | 102 – 97 (36-29, 18-24, 19-22, 29-22) referto | L.A. Lakers | Memorial Coliseum (12.926 spett.) |
| B. Walton , M. Lucas 22 Punti K. Abdul-Jabbar 21 B. Walton 9 Assist K. Abdul-Jabbar 7 B. Walton 15 Rimbalzi K. Abdul-Jabbar 20 |                     |                                               |             |                                   |
| |                     |                                               |             |                                   |
| B. Walton, M. Lucas 22 | Punti               | K. Abdul-Jabbar 21                            |             |                                   |
| B. Walton 9 | Assist              | K. Abdul-Jabbar 7                             |             |                                   |
| B. Walton 15 | Rimbalzi            | K. Abdul-Jabbar 20                            |             |                                   |

| Portland 13 maggio 1977 Gara 4                                                                                         | Portland T. Blazers | 105 – 101 (31-25, 18-19, 30-29, 26-28) referto | L.A. Lakers | Memorial Coliseum (12.904 spett.) |
| M. Lucas 26 Punti K. Abdul-Jabbar 30 B. Walton , B. Gross 6 Assist L. Allen 6 B. Walton 14 Rimbalzi K. Abdul-Jabbar 17 |                     |                                                |             |                                   |
| |                     |                                                |             |                                   |
| M. Lucas 26 | Punti               | K. Abdul-Jabbar 30                             |             |                                   |
| B. Walton, B. Gross 6                                                                                                  | Assist              | L. Allen 6                                     |             |                                   |
| B. Walton 14 | Rimbalzi            | K. Abdul-Jabbar 17                             |             |                                   |

PRECEDENTI IN REGULAR SEASON
| Regular Season 1976-77 | L.A. Lakers | 3 – 1 | Portland T. Blazers | Referto 1 - Referto 2 - Referto 3 - Referto 4 |
| Los Angeles Lakers 99 Portland Trail Blazers 111 Los Angeles Lakers 104 Portland Trail Blazers 145 Punti 96 Portland Trail Blazers 115 Los Angeles Lakers (1 t.s.) 99 Portland Trail Blazers 116 Los Angeles Lakers |             | |                     |                                               |
| |             | |                     |                                               |
| Los Angeles Lakers 99 Portland Trail Blazers 111 Los Angeles Lakers 104 Portland Trail Blazers 145 | Punti       | 96 Portland Trail Blazers 115 Los Angeles Lakers (1 t.s.) 99 Portland Trail Blazers 116 Los Angeles Lakers |                     |                                               |

PRECEDENTI NEI PLAYOFF

Si è trattata della prima sfida tra le due squadre ai playoff.

## NBA Finals 1977

### Philadelphia 76ers - Portland Trail Blazers
RISULTATO FINALE
|  | Philadelphia 76ers | 2 – 4 | Portland T. Blazers |  |

PRECEDENTI IN REGULAR SEASON
| Regular Season 1976-77 | Philadelphia 76ers | 2 – 2                                                                                               | Portland T. Blazers | Referto 1 - Referto 2 - Referto 3 - Referto 4 |
| Portland Trail Blazers 146 Philadelphia 76ers 108 Portland Trail Blazers 108 Philadelphia 76ers 128 Punti 104 Philadelphia 76ers 107 Portland Trail Blazers 107 Philadelphia 76ers 116 Portland Trail Blazers |                    | |                     |                                               |
| |                    | |                     |                                               |
| Portland Trail Blazers 146 Philadelphia 76ers 108 Portland Trail Blazers 108 Philadelphia 76ers 128 | Punti              | 104 Philadelphia 76ers 107 Portland Trail Blazers 107 Philadelphia 76ers 116 Portland Trail Blazers |                     |                                               |

PRECEDENTI NEI PLAYOFF

Si è trattata della prima sfida tra le due squadre ai playoff.

#### Roster
| \| Pos. \| Num. \| Naz. \| Nome \| Altezza \| Peso \| Data nascita \| Provenienza \| \| ---- \| ---- \| ---- \| ----------------- \| ------- \| ------ \| ------------ \| --------------------------- \| \| G/AP \| 33 \| \| Barnett, Jim \| 193 cm \| 77 kg \| 07-07-1944 \| Oregon Ducks \| \| G \| 14 \| \| Bibby, Henry \| 185 cm \| 84 kg \| 24-11-1949 \| UCLA \| \| A/C \| 23 \| \| Bryant, Joe \| 206 cm \| 84 kg \| 19-10-1954 \| La Salle \| \| G/AP \| 3 \| \| Carter, Fred \| 191 cm \| 84 kg \| 14-02-1945 \| MSM Mountaineers \| \| A/C \| 42 \| \| Catchings, Harvey \| 206 cm \| 99 kg \| 02-09-1951 \| Hardin-Simmons \| \| G/AP \| 20 \| \| Collins, Doug \| 198 cm \| 82 kg \| 28-07-1951 \| Illinois State \| \| C \| 53 \| \| Dawkins, Darryl \| 211 cm \| 114 kg \| 11-01-1957 \| Evans High School (Florida) \| \| G \| 10 \| \| Dunleavy, Mike \| 191 cm \| 82 kg \| 21-03-1954 \| South Carolina \| \| G/AP \| 6 \| \| Erving, Julius \| 198 cm \| 91 kg \| 22-02-1950 \| Massachusetts \| \| G \| 21 \| \| Free, World B. \| 188 cm \| 84 kg \| 09-12-1953 \| Guilford \| \| G/AP \| 25 \| \| Furlow, Terry \| 193 cm \| 86 kg \| 18-10-1954 \| Michigan State \| \| A/C \| 11 \| \| Jones, Caldwell \| 211 cm \| 98 kg \| 4-08-1950 \| Albany State (GA) \| \| A/C \| 30 \| \| McGinnis, George \| 203 cm \| 107 kg \| 12-08-1950 \| Indiana \| \| A \| 50 \| \| Mix, Steve \| 201 cm \| 98 kg \| 30-12-1947 \| Toledo \| | Allenatore - Gene Shue Assistente/i - Jack McMahon - Al Domenico Legenda - (C) Capitano - (FA) Free agent - (S) Sospeso - (TW) Contratto Two-way - (GL) Assegnato a squadra G League affiliata - Infortunato Roster • Transazioni · Ultima transazione: 10 giugno 1977 |                        |                   |         |        |              |                             |
| Pos. | Num. | Naz.                   | Nome              | Altezza | Peso   | Data nascita | Provenienza                 |
| G/AP | 33 | Stati Uniti (bandiera) | Barnett, Jim      | 193 cm  | 77 kg  | 07-07-1944   | Oregon Ducks                |
| G | 14 | Stati Uniti (bandiera) | Bibby, Henry      | 185 cm  | 84 kg  | 24-11-1949   | UCLA                        |
| A/C | 23 | Stati Uniti (bandiera) | Bryant, Joe       | 206 cm  | 84 kg  | 19-10-1954   | La Salle                    |
| G/AP | 3 | Stati Uniti (bandiera) | Carter, Fred      | 191 cm  | 84 kg  | 14-02-1945   | MSM Mountaineers            |
| A/C | 42 | Stati Uniti (bandiera) | Catchings, Harvey | 206 cm  | 99 kg  | 02-09-1951   | Hardin-Simmons              |
| G/AP | 20 | Stati Uniti (bandiera) | Collins, Doug     | 198 cm  | 82 kg  | 28-07-1951   | Illinois State              |
| C | 53 | Stati Uniti (bandiera) | Dawkins, Darryl   | 211 cm  | 114 kg | 11-01-1957   | Evans High School (Florida) |
| G | 10 | Stati Uniti (bandiera) | Dunleavy, Mike    | 191 cm  | 82 kg  | 21-03-1954   | South Carolina              |
| G/AP | 6 | Stati Uniti (bandiera) | Erving, Julius    | 198 cm  | 91 kg  | 22-02-1950   | Massachusetts               |
| G | 21 | Stati Uniti (bandiera) | Free, World B.    | 188 cm  | 84 kg  | 09-12-1953   | Guilford                    |
| G/AP | 25 | Stati Uniti (bandiera) | Furlow, Terry     | 193 cm  | 86 kg  | 18-10-1954   | Michigan State              |
| A/C | 11 | Stati Uniti (bandiera) | Jones, Caldwell   | 211 cm  | 98 kg  | 4-08-1950    | Albany State (GA)           |
| A/C | 30 | Stati Uniti (bandiera) | McGinnis, George  | 203 cm  | 107 kg | 12-08-1950   | Indiana                     |
| A | 50 | Stati Uniti (bandiera) | Mix, Steve        | 201 cm  | 98 kg  | 30-12-1947   | Toledo                      |

| \| Pos. \| Num. \| Naz. \| Nome \| Altezza \| Peso \| Data nascita \| Provenienza \| \| ---- \| ---- \| ---- \| --------------- \| ------- \| ------ \| ------------ \| ---------------- \| \| A \| 10 \| \| Calhoun, Corky \| 201 cm \| 95 kg \| 01-11-1950 \| Pennsylvania \| \| G \| 16 \| \| Davis, Johnny \| 188 cm \| 77 kg \| 21-10-1955 \| Dayton \| \| G/AP \| 3 \| \| Gilliam, Herm \| 191 cm \| 86 kg \| 05-05-1946 \| Purdue \| \| G/AP \| 30 \| \| Gross, Bob \| 198 cm \| 91 kg \| 03-08-1953 \| Long Beach State \| \| G \| 14 \| \| Hollins, Lionel \| 191 cm \| 84 kg \| 19-10-1953 \| Arizona State \| \| A/C \| 34 \| \| Jones, Robin \| 206 cm \| 102 kg \| 02-02-1954 \| Saint Louis \| \| A/C \| 20 \| \| Lucas, Maurice \| 206 cm \| 98 kg \| 18-02-1952 \| Marquette \| \| A \| 22 \| \| Mayes, Clyde \| 203 cm \| 102 kg \| 17-03-1953 \| Furman Paladins \| \| A/C \| 36 \| \| Neal, Lloyd \| 201 cm \| 102 kg \| 10-12-1950 \| Tennessee State \| \| G/AP \| 15 \| \| Steele, Larry \| 196 cm \| 82 kg \| 05-05-1949 \| Kentucky \| \| G \| 13 \| \| Twardzik, Dave \| 185 cm \| 79 kg \| 20-09-1950 \| Old Dominion \| \| A \| 42 \| \| Walker, Wally \| 201 cm \| 86 kg \| 18-07-1954 \| Virginia \| \| A/C \| 32 \| \| Walton, Bill \| 211 cm \| 95 kg \| 05-11-1952 \| UCLA \| | Allenatore - Jack Ramsay Assistente/i - Jack McKinney - Ron Culp Legenda - (C) Capitano - (FA) Free agent - (S) Sospeso - (TW) Contratto Two-way - (GL) Assegnato a squadra G League affiliata - Infortunato Roster • Transazioni · Ultima transazione: 10 giugno 1977 |                        |                 |         |        |              |                  |
| Pos. | Num. | Naz.                   | Nome            | Altezza | Peso   | Data nascita | Provenienza      |
| A | 10 | Stati Uniti (bandiera) | Calhoun, Corky  | 201 cm  | 95 kg  | 01-11-1950   | Pennsylvania     |
| G | 16 | Stati Uniti (bandiera) | Davis, Johnny   | 188 cm  | 77 kg  | 21-10-1955   | Dayton           |
| G/AP | 3 | Stati Uniti (bandiera) | Gilliam, Herm   | 191 cm  | 86 kg  | 05-05-1946   | Purdue           |
| G/AP | 30 | Stati Uniti (bandiera) | Gross, Bob      | 198 cm  | 91 kg  | 03-08-1953   | Long Beach State |
| G | 14 | Stati Uniti (bandiera) | Hollins, Lionel | 191 cm  | 84 kg  | 19-10-1953   | Arizona State    |
| A/C | 34 | Stati Uniti (bandiera) | Jones, Robin    | 206 cm  | 102 kg | 02-02-1954   | Saint Louis      |
| A/C | 20 | Stati Uniti (bandiera) | Lucas, Maurice  | 206 cm  | 98 kg  | 18-02-1952   | Marquette        |
| A | 22 | Stati Uniti (bandiera) | Mayes, Clyde    | 203 cm  | 102 kg | 17-03-1953   | Furman Paladins  |
| A/C | 36 | Stati Uniti (bandiera) | Neal, Lloyd     | 201 cm  | 102 kg | 10-12-1950   | Tennessee State  |
| G/AP | 15 | Stati Uniti (bandiera) | Steele, Larry   | 196 cm  | 82 kg  | 05-05-1949   | Kentucky         |
| G | 13 | Stati Uniti (bandiera) | Twardzik, Dave  | 185 cm  | 79 kg  | 20-09-1950   | Old Dominion     |
| A | 42 | Stati Uniti (bandiera) | Walker, Wally   | 201 cm  | 86 kg  | 18-07-1954   | Virginia         |
| A/C | 32 | Stati Uniti (bandiera) | Walton, Bill    | 211 cm  | 95 kg  | 05-11-1952   | UCLA             |

#### Risultati
| Arbitri: | Earl Strom John Vanak |

|                                                                          |            |                                                                                        |
| J. Erving 33                                                             | Punti      | B. Walton 28                                                                           |
| D. Collins 6                                                             | Assist     | L. Hollins, J. Davis 6                                                                 |
| C. Jones 11                                                              | Rimbalzi   | B. Walton 20                                                                           |
| Bibby, Collins, Erving, Jones, McGinnis (Bryant, Dawkins, Dunleavy, Mix) | Formazioni | Davis, Gross, Hollins, Lucas, Walton (Calhoun, Gilliam, Jones, Neal, Steele, Twardzik) |

| Arbitri: | Joe Gushue Richie Powers |

|                                                                                                   |            |                                                                                                |
| D. Collins 27                                                                                     | Punti      | B. Walton 17                                                                                   |
| H. Bibby 11                                                                                       | Assist     | B. Gross 4                                                                                     |
| C. Jones 14                                                                                       | Rimbalzi   | B. Walton 16                                                                                   |
| Bibby, Collins, Erving, Jones, McGinnis (Bryant, Catchings, Dawkins, Dunleavy, Free, Furlow, Mix) | Formazioni | Davis, Gross, Hollins, Lucas, Walton (Calhoun, Gilliam, Jones, Neal, Steele, Twardzik, Walker) |

| Arbitri: | Jake O'Donnell Darell Garretson |

|                                                                                                |            |                                                                                        |
| M. Lucas 27                                                                                    | Punti      | J. Erving 28                                                                           |
| B. Walton 9                                                                                    | Assist     | J. Erving 5                                                                            |
| B. Walton 18                                                                                   | Rimbalzi   | G. McGinnis 12                                                                         |
| Davis, Gross, Hollins, Lucas, Walton (Calhoun, Gilliam, Jones, Neal, Steele, Twardzik, Walker) | Formazioni | Bibby, Collins, Erving, Jones, McGinnis (Bryant, Dawkins, Dunleavy, Free, Furlow, Mix) |

| Arbitri: | Manny Sokol Don Murphy |

|                                                                                                |            |                                                                                        |
| L. Hollins 25                                                                                  | Punti      | J. Erving 24                                                                           |
| B. Walton 7                                                                                    | Assist     | S. Mix 4                                                                               |
| B. Walton 13                                                                                   | Rimbalzi   | D. Dawkins 11                                                                          |
| Davis, Gross, Hollins, Lucas, Walton (Calhoun, Gilliam, Jones, Neal, Steele, Twardzik, Walker) | Formazioni | Bibby, Collins, Erving, Jones, McGinnis (Bryant, Dawkins, Dunleavy, Free, Furlow, Mix) |

| Arbitri: | Earl Strom Darell Garretson |

|                                                                                |            |                                                                                        |
| J. Erving 37                                                                   | Punti      | B. Gross 25                                                                            |
| J. Erving 7                                                                    | Assist     | J. Davis 8                                                                             |
| C. Jones 13                                                                    | Rimbalzi   | B. Walton 24                                                                           |
| Bibby, Collins, Erving, Jones, McGinnis (Bryant, Dawkins, Dunleavy, Free, Mix) | Formazioni | Davis, Gross, Hollins, Lucas, Walton (Calhoun, Gilliam, Jones, Neal, Steele, Twardzik) |

| Arbitri: | Richie Powers Jake O'Donnell |

|                                                                       |            |                                                                                           |
| B. Walton, L. Hollins 20                                              | Punti      | J. Erving 40                                                                              |
| B. Walton 7                                                           | Assist     | J. Erving 8                                                                               |
| B. Walton 23                                                          | Rimbalzi   | G. McGinnis 16                                                                            |
| Davis, Gross, Hollins, Lucas, Walton (Calhoun, Jones, Neal, Twardzik) | Formazioni | Bibby, Collins, Erving, Jones, McGinnis (Bryant, Catchings, Dawkins, Dunleavy, Free, Mix) |

| Campione NBA 1977                |
| -------------------------------- |
| Portland Trail Blazers 1º titolo |

#### Hall of famer
| NBA Finals | Atleta          | Squadra             | Anno |            |
| ---------- | --------------- | ------------------- | ---- | ---------- |
| Giocatore  | Julius Erving   | Philadelphia 76ers  | 1993 | Giocatore  |
| Giocatore  | George McGinnis | Philadelphia 76ers  | 2017 | Giocatore  |
| Giocatore  | Bill Walton     | Portland T. Blazers | 1993 | Giocatore  |
| Allenatore | Jack Ramsay     | Portland T. Blazers | 1992 | Allenatore |

#### MVP delle Finali
- #32 Bill Walton, Portland Trail Blazers.

## Squadra vincitrice

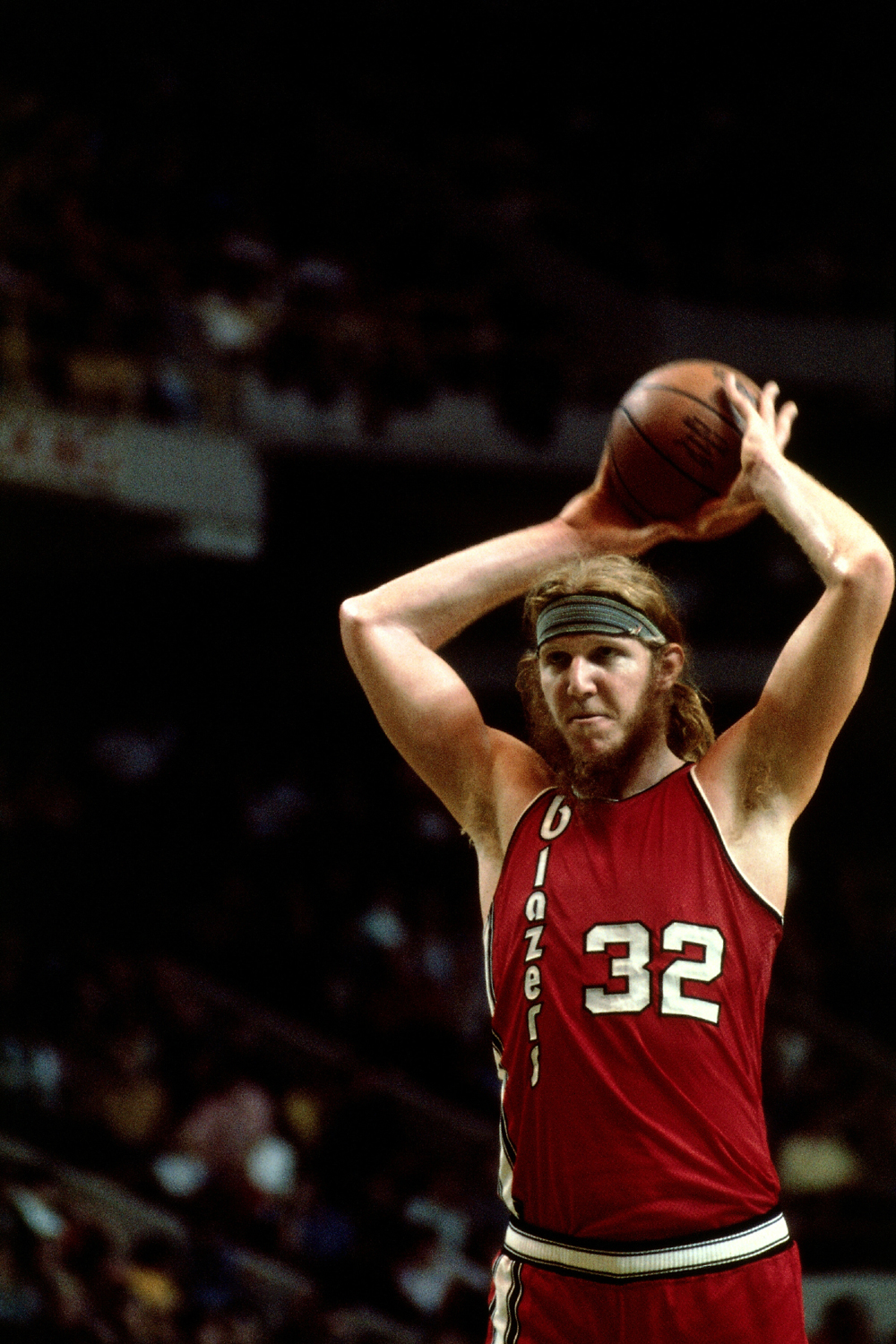
1. 32 Bill Walton, Portland Trail Blazers.

| N° | Naz.                   | Ruolo | Sportivo       |  | Alt. |  |
| -- | ---------------------- | ----- | -------------- |  | ---- |  |
| 3  | Stati Uniti (bandiera) | G     | Herm Gilliam   |  | 191  |  |
| 10 | Stati Uniti (bandiera) | AP    | Corky Calhoun  |  | 201  |  |
| 13 | Stati Uniti (bandiera) | P     | Dave Twardzik  |  | 183  |  |
| 14 | Stati Uniti (bandiera) | P     | Lionel Hollins |  | 191  |  |
| 15 | Stati Uniti (bandiera) | G     | Larry Steele   |  | 195  |  |
| 16 | Stati Uniti (bandiera) | P     | Johnny Davis   |  | 188  |  |
| 20 | Stati Uniti (bandiera) | AG    | Maurice Lucas  |  | 206  |  |
| 30 | Stati Uniti (bandiera) | AP    | Bob Gross      |  | 198  |  |
| 32 | Stati Uniti (bandiera) | C     | Bill Walton    |  | 211  |  |
| 34 | Stati Uniti (bandiera) | AG    | Robin Jones    |  | 206  |  |
| 36 | Stati Uniti (bandiera) | AG    | Lloyd Neal     |  | 201  |  |
| 42 | Stati Uniti (bandiera) | AP    | Wally Walker   |  | 201  |  |
|    | Stati Uniti (bandiera) | All.  | Jack Ramsay    |  |      |  |

## Statistiche
Aggiornate al 5 settembre 2021.
| Categoria | Singola prestazione | Singola prestazione | Singola prestazione | Media               | Media         | Media | Media |
| Categoria | Giocatore           | Squadra             | Max                 | Giocatore           | Squadra       | Media | PG    |
| --------- | ------------------- | ------------------- | ------------------- | ------------------- | ------------- | ----- | ----- |
| Punti     | Kareem Abdul-Jabbar | L.A. Lakers         | 45                  | Kareem Abdul-Jabbar | L.A. Lakers   | 34,6  | 16    |
| Rimbalzi  | Dave Cowens         | Boston Celtics      | 27                  | Kareem Abdul-Jabbar | L.A. Lakers   | 17,7  | 16    |
| Assist    | John Havlicek       | Boston Celtics      | 15                  | Norm Van Lier       | Chicago Bulls | 9,7   | 3     |